# Trigun
Trigun (トライガン Toraigan?) este o serie manga scrisă și ilustrată de Yasuhiro Nightow, adaptată într-o serie anime în 1998, cu un film de animație de lung metraj lansat în 2010. Studioul Madhouse este producătorul celor 26 de episoade ale anime-ului Trigun și unul din producătorii filmului. Din aprilie 2007, seria manga originală s-a terminat în Japonia, având 102 capitole și 14 volume tankōbon.

## Povestea
Trigun urmărește viața lui "Vash the Stampede" și a doi angajați ai Bernardelli Insurance Company care îl urmăresc pentru a micșora dezastrele ce rămân în urma sa. Majoritatea dezastrelor atribuite lui Vash sunt cauzate de vânători de recompense care îl urmăresc pentru recompensa de "60,000,000,000$$" (șaizeci miliarde de "dubli dolari") pusă pe capul lui Vash pentru distrugerea orașului July. Totuși, el nu are amintiri despre incident datorită amneziei. De-a lungul călătoriilor sale, Vash încearcă să salveze vieți prin metode non-letale. Ocazional acestuia i se alătură, Nicholas D. Wolfwood, care, ca și Vash, este un pistolar de elită. Odată cu deșfășurarea acțiunii, aflăm că Wolfwood a fost trimis de fratele lui Vash, Knives, pentru a-l "păzi și proteja" pe Vash. Mai târziu, Wolfwood devine și el ținta unui grup de asasini, Gung-Ho Guns, deoarece nu urmează noile "ordine" (de a-l elimina pe Vash).
Pe masură ce seria progresează, ne sunt dezvăluite mai multe despre trecutul misterios al lui Vash și istoria civilizației umane de pe planeta Gunsmoke. Seria se folosește adesea de situații comice și are un ton ușor sentimental, dar tonul devine din ce în ce mai întunecat și dramatic în a doua jumătate. Serialul atrage atenția asupra conflictelor morale, în special asupra dilemei etice în a ucide o ființă vie, chiar și atunci când ești justificat (ex. auto-apărare/protecția altora).

## Personaje
Vash the Stampede (ヴァッシュ・ザ・スタンピード Vasshu za Sutanpīdo?), cunoscut și ca Taifunul Uman, este un pistolar cu o recompensă de $$60 miliarde pe capul său. În fiecare oraș prin care trece este denumit "un act al lui D-zeu" sau "dezastrul uman".
Meryl Stryfe (メリル・ストライフ Meriru Sutoraifu) și Milly Thompson (ミリィ・トンプソン Mirī Tonpuson) sunt doi agenți ai Bernardelli Insurance trimiși să evalueze reclamațiile cu privire la Taifunul Uman. Inițial, ele ignoră idea că Vash este legendarul Tifun Uman, dar ajung să își dea seama că el este persoana pe care au fost trimise să o urmărească.

## Media

### Manga
După ce a părăsit facultatea, Yasuhiro Nightow a muncit vânzând apartamente pentru corporația imobiliară Sekisui House, dar s-a chinuit să-și păstreze hobbiul de a desena manga. Încurajat de câteva succese, inclusiv o manga one-shot bazată pe populara franciză de jocuri video Samurai Spirits, el și-a dat demisia pentru a desena tot timpul. Cu ajutorul unui prieten editor, el a prezentat povestea Trigun pentru ediția din februarie 1995 a revistei Tokuma Shoten, Shōnen Captain, și a început să o serializeze două luni mai târziu la sfârșitul lui aprilie.
Revista Shōnen Captain a fost anulată în 1997, iar Nightow a fost contactat de revista Young King Ours, publicată de Shōnen Gahōsha, fiind interesați ca el să înceapă un nou titlu. El era totuși tulburat de ideea de a lăsa Trigun incomplet, și a cerut să i se permită să termine seria. Publicația a fost înțelegătoare, și seria manga a reînceput în 1998 ca Trigun Maximum (トライガンマキシマム Toraigan Makishimamu?). Povestea continuă doi ani în viitor cu începutul lui Maximum, și are un ton puțin mai serios, poate datorită trecerii de la o revistă shōnen la una seinen. Nightow a declarat că noul titlu a fost alegerea publicației, și că seria nu este o urmare ci o continuarea a aceleiași serii. Al 12-lea volum tankōbon a fost publicat pe 26 iulie, 2006.
Shōnen Gahōsha a cumpărat mai târziu drepturile originalelor trei volume și le-a republicat ca două volume mărite. În octombrie 2003 publicația Dark Horse Comics din SUA a lansat primul volum mărit tradus în Engleză, păstrând formatul original de la dreapta la stânga. Deoarece seria anime era deja cunoscută în SUA, primele 30,000 de exemplare tipărite s-au vândut complet la câteva zile după apariție. Cel de-al doilea volum a încheiat seria originală la început anului următor, devenind cel mai bine vândut roman grafic al lui 2004. Trigun Maximum a urmat rapid, iar din iulie 2008, 12 din cele 13 volume în limba Engleză au fost publicate. Au fost publicate și traduceri în Franceză, Germană, Italiană, Portugheză și Spaniolă.

### Anime
Trigun a fost animat de Madhouse, difuzat pe TV Tokyo, produs de Victor Company din Japonia (JVC) în 1998, director Satoshi Nishimura, scenarist Yosuke Kuroda, design personaj de Takahiro Yoshimatsu, design mecanic de Noriyuki Jinguji și muzica de Tsuneo Imahori. Este licențiată în Statele Unite către Pioneer USA (acum Geneon).
Nightow a declarat că datorită finalității sfârșitului anime-ului, este improbabil ca o continuare să fie făcută.
În 2003, Trigun a început să fie difuzat pe Cartoon Network ca parte a programului Adult Swim.
Ediția din octombrie 2005 a Neo conține un interviu cu Masao Maruyama, fondatorul Madhouse responsabil și cu planificarea seriilor. În articol el declara că studioul lucrează la un film Trigun care va fi lansat "în câțiva ani". Ediția din noiembrie a revistei Anime Insider confirmă această știre. În mai 2007, Nightow a confirmat la Anime Central Convention că filmul Trigun este în etapele preliminare de pre-producție cu un scenariu aproape complet, deși nu a divulgat nici un detaliu despre poveste. În februarie 2008, mai multe detalii despre filmul Trigun au apărut pe coperta volumului 13 al seriei manga Trigun Maximum, anunțând că filmul este programat pentru o lansare în 2009. Filmul, denumit Trigun: Badlands Rumble, a fost lansat în Japonia pe 24 aprilie 2010.
În România seria a fost difuzată pe postul A+, care din 2007 a devenit Animax România, National TV, Acasa TV si PRO TV International

### Jocuri
Trigun: The Planet Gunsmoke, bazat pe seria manga Trigun, este un joc online pentru PS2. Este produs de Red Entertainment și va fi lansat de Sega. Sega s-a ferit să precizeze care este stadiul de producție al jocului.

## Recepție
| Sursă              | Recenzor              | Grad / Notă                                                                  | Notițe                                     |
| ------------------ | --------------------- | ---------------------------------------------------------------------------- | ------------------------------------------ |
| Anime News Network | Christopher Macdonald | În General : B+                                                              | DVD/Anime Review al DVD-ului 5: Angel Arms |
| AnimeOnDVD         | Chris Beveridge       | Conținut: B+ Audio: A Video: A Packaging: A+ Meniuri: A+ Conținut Extra: N/A | DVD/Anime Review al DVD-ului 1 (din 8)     |
| THEM Anime Reviews | Jason Bustard         | 5 din 5                                                                      | Anime Review                               |